# Velles, Indre

Velles este o comună în departamentul Indre, Franța. În 1 ianuarie 2022 avea o populație de 979 de locuitori.